# Казнер, Эдвард
Эдвард Казнер (англ. Edward Kasner, 8 апреля 1878 года — 7 января 1955 года) — американский математик, профессор. Он знаменит тем, что ввёл в употребление слова «гугол» и «гуголплекс», а также предложил решение Казнера для вакуумного пространства-времени (1922), к которому, согласно с гипотезой Белинского — Лифшица — Халатникова, приближается асимптотически любое космологическое решение около сингулярности.

## Биография
Казнер поступил в Колумбийский университет и получил докторскую степень в 1899 году.
Около 1920 года Казнер решил придумать хорошее, заразительное название для большого числа.
Когда он ходил с племянниками Милтоном (Milton Sirotta, 1911—1980) и Эдвином Сироттами в Палисейдс (Нью-Джерси), Казнер попросил их подумать о хороших названиях. Милтон сказал «googol».
Казнер и его 9-летний племянник также придумали число Гуголплекс.
В книге написанной совместно с Джеймсом Ньюманом был впервые использован этот термин.
- Mathematics and the Imagination (1940) by Kasner and James R. Newman.:

Words of wisdom are spoken by children at least as often as by scientists. The name «googol» was invented by a child (Dr. Kasner’s nine-year-old nephew) who was asked to think up a name for a very big number, namely, 1 with a hundred zeros after it. He was very certain that this number was not infinite, and therefore equally certain that it had to have a name. At the same time that he suggested «googol» he gave a name for a still larger number: «Googolplex.» A googolplex is much larger than a googol, but is still finite, as the inventor of the name was quick to point out.
По другим данным, о гуголе он впервые написал в 1938 году в статье «New Names in Mathematics» в январском номере журнала Scripta Mathematica.
В 1955 году профессор умер, а спустя четыре десятка лет термин использовала для самоназвания ныне всемирно известная компания Google.